# Hartmeyeria orientalis
Hartmeyeria orientalis är en sjöpungsart som beskrevs av Asajiro Oka 1929. Hartmeyeria orientalis ingår i släktet Hartmeyeria och familjen lädermantlade sjöpungar. Inga underarter finns listade i Catalogue of Life.